# Gate Tower Building
Il Gate Tower Building (ゲートタワービル?, Gēto Tawā Biru), nome ufficiale TKP Garden City Osaka Umeda (TKPガーデンシティ大阪梅田?, TKP Gāden Shiti Ōsaka Umeda), è un edificio sito nel quartiere di Fukushima-ku di Osaka, in Giappone.
La sua principale peculiarità è la galleria che attraversa i piani centrali, occupata dal tratto autostradale sopraelevato Umeda dell'autostrada Hanshin. Questa inconsueta caratteristica ha contribuito a rendere noto l'edificio con il soprannome popolare Alveare (ビーハイブ?, Bīhaibu, dall'inglese Beehive), poiché si pensa essere metaforicamente simile a un alveare di veicoli che transitano in entrata e in uscita mediante la galleria che lo attraversa.

## Storia
Durante la seconda metà del Novecento, alcuni proprietari di un'azienda di legno e carbone che stava attraversando un duro periodo di difficoltà economica chiesero dei permessi al fine di riqualificare l'area per costruirvi nuovi edifici. Sebbene essi stessi fossero proprietari del lotto di terreno su cui oggi sorge il Gate Tower Building e nonostante fosse stata approvata la riqualificazione dell'area nel 1983, i permessi per costruire nuovi edifici vennero inizialmente rifiutati in quanto era in fase di costruzione l'autostrada Hanshin, che occupava la stessa area. I titolari dei diritti di proprietà decisero tuttavia di proseguire nella loro iniziativa e dopo cinque anni di dura negoziazione con la Hanshin Co. riuscirono a raggiungere la soluzione attuale. L'edificio venne terminato nel 1992. Sebbene il terremoto di Kobe del 1995 avesse gravemente danneggiato alcune sezioni della Hanshin Expressway, il Gate Tower Building rimase completamente illeso.

## Caratteristiche

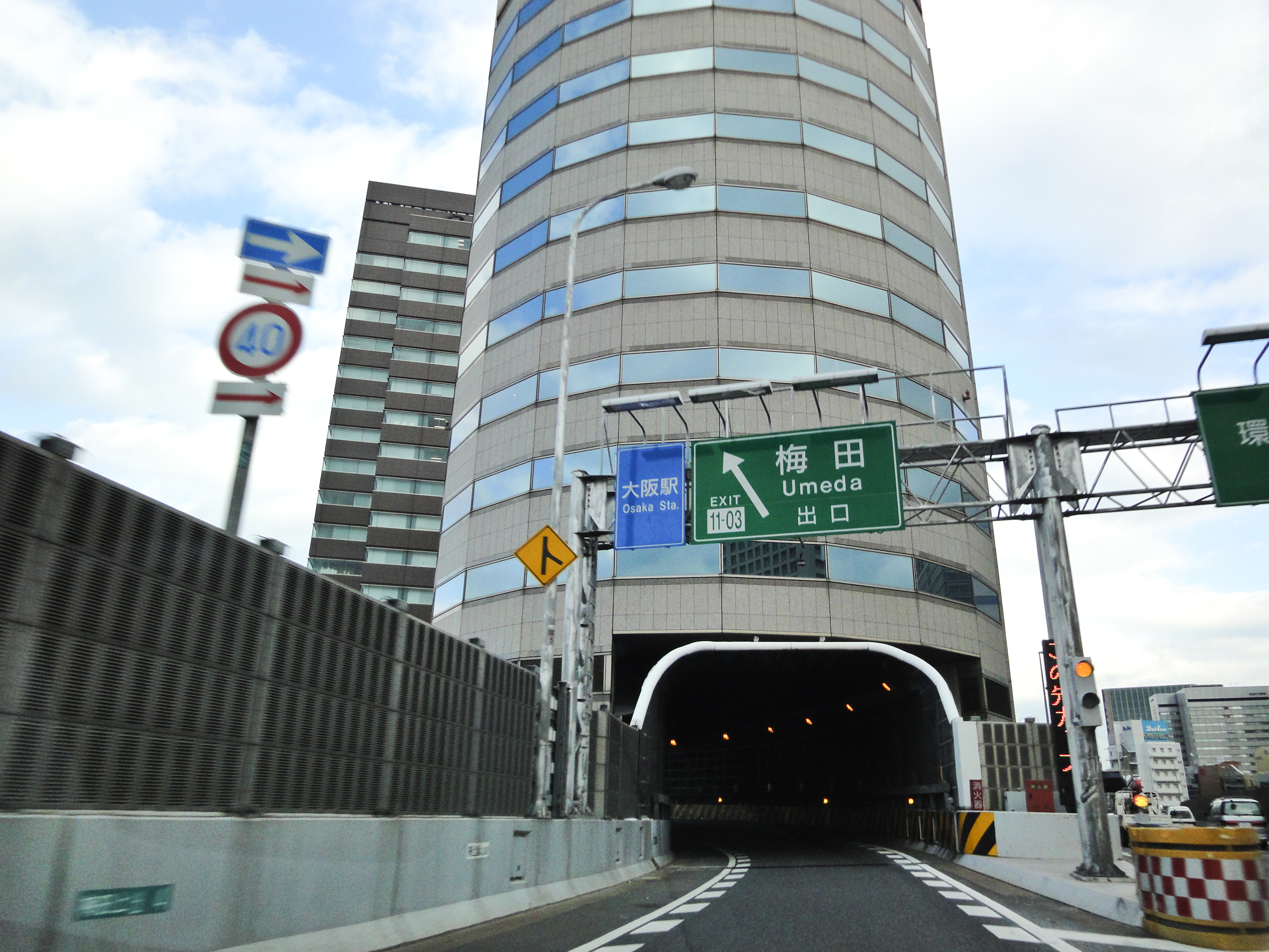
L'uscita Umeda e la galleria che attraversa l'edificio

Il Gate Tower Building, alto complessivamente circa 72 metri, presenta 16 piani fuori terra, compresi i tre occupati dalla galleria autostradale e due piani interrati, ha una pianta circolare e una costruzione a doppio nucleo, con una sezione trasversale circolare e un eliporto sulla superficie del tetto. 

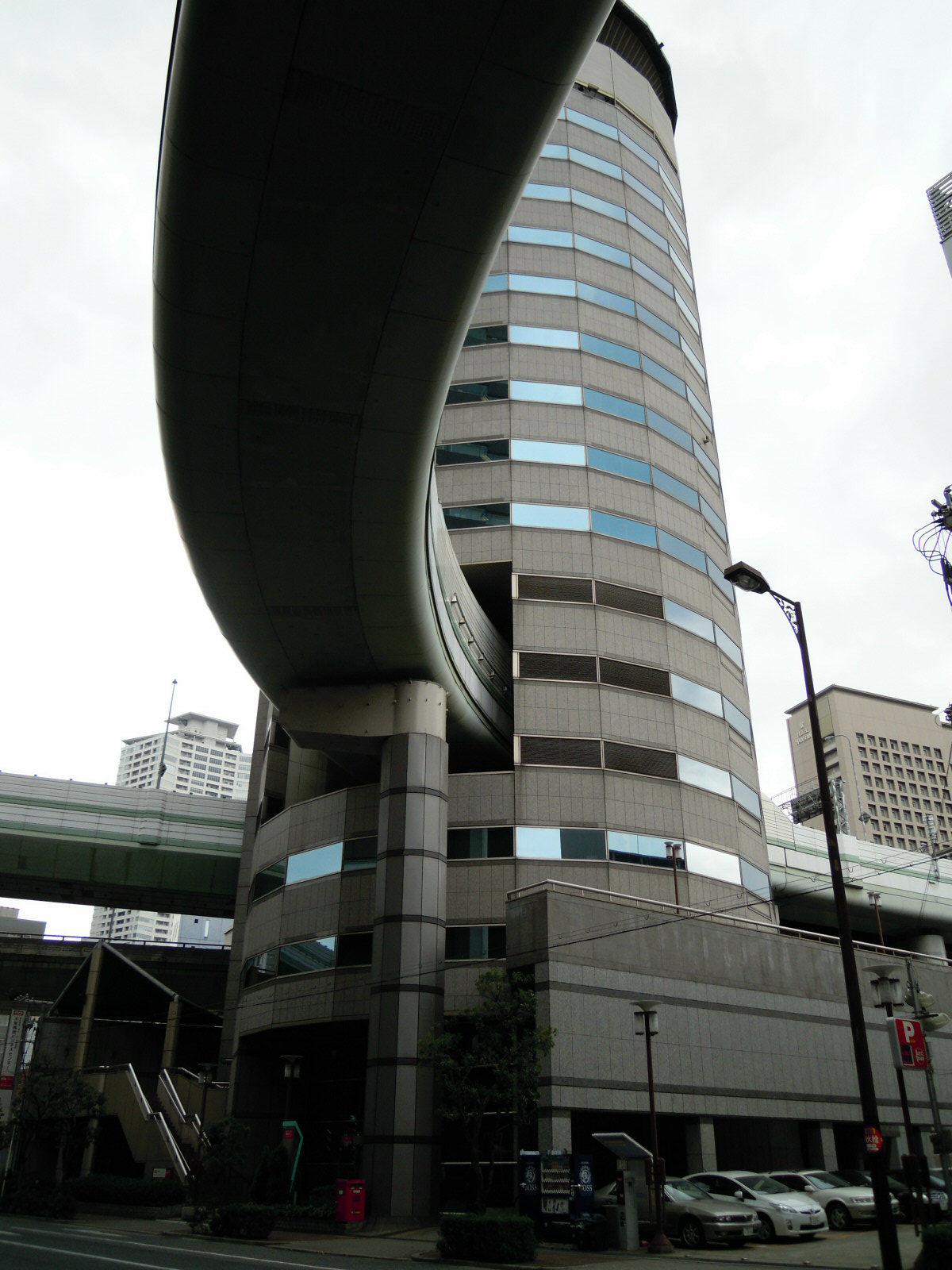
Un dettaglio della struttura del ponte che attraversa l'edificio visto da sotto

La particolarità più evidente è che una galleria del tratto Umeda dell'autostrada Hanshin attraversa completamente i piani centrali dell'edificio corrispondenti al quinto, sesto e settimo fuori terra, tant'è che l'autostrada è considerata la locataria di tali piani e la Hanshin Co., concessionaria del servizio autostradale, è tenuta a versare un regolare canone di affitto.
Gli ascensori percorrono l'edificio passando accanto ai tre piani occupati dalla galleria senza fermarsi in loro corrispondenza, tanto che il quarto piano è seguito direttamente dall'ottavo. La rampa stradale che penetra e attraversa l'edificio è costituita da una struttura a ponte indipendente, pertanto essa non trasmette vibrazioni alla torre poiché poggia su propri pilastri che sono stati disegnati in accordo con l'estetica dell'edificio che presenta una superficie sfaccettata.
Le pareti interne della galleria del Gate Tower Building sono realizzate con speciali materiali fonoassorbenti per ridurre al massimo rumore e vibrazioni a vantaggio dell'edificio. Sono stati inoltre applicati vari dissuasori e accorgimenti tecnici su tutta la struttura poiché l'area su cui è edificata è ad alto rischio sismico.